# Vie de saint Alexis
La Vie de saint Alexis, ou Chanson de saint Alexis, est une série de poèmes médiévaux hagiographiques qui racontent la vie, la mort et les miracles de saint Alexis et dont la version primitive remonte au XIe siècle (vers 1040 selon G. Paris, vers 1090 selon F. Zufferey). Le plus ancien témoin connu offre 125 quintils de vers décasyllabiques assonancés (au total 625 vers). L'auteur, qui ne saurait être Thibaut de Vernon (comme le pensait G. Paris), un chanoine du deuxième tiers du XIe siècle appartenant au chapitre cathédral de Rouen, doit être cherché plutôt du côté de l'abbaye bénédictine du Bec-Hellouin, un important foyer intellectuel au XIe siècle.
Fils d'un sénateur romain, Alexis accepte le mariage que son père lui impose. Mais il s'enfuit le soir même de ses noces, car il veut se consacrer à la vie spirituelle. Il débarque à Laodicée, puis se rend à Édesse en Syrie (à Sis en Cilicie, dans la version primitive), où, après avoir distribué aux pauvres tout son argent, il devient mendiant pendant dix-sept ans. Il doit s'enfuir et revient à Rome, où il vit sans être reconnu pendant dix-sept autres années, sous l'escalier de la maison paternelle. À sa mort, vers 404, on trouvera sur lui un parchemin relatant sa vie. Ses parents se lamentent devant son corps sans vie (ici, l’édition de Gaston Paris de 1885) :
La mère :
De la dolor que demenat li pedre
Grant fut la noise, si l’entendit la medre :
La vint corant com feme forsenede,
Batant ses palmes, cridant, eschavelede ;
Veit mort son fil, a terre chiet pasmede.

De la douleur que témoigna le père
Grand fut le bruit; la mère l'entendit.
Elle accourut comme femme forcenée,
Battant ses paumes, criant, échevelée :
Voit mort son fils, à terre choit pâmée.
L'épouse :
« O bele boche, bels vis, bele faiture,
Com vei mudede vostre bele figure !
Plus vos amai que nule creature.
Si grant dolor ui m’est apareüde !
Mielz me venist, amis, que morte fusse.

O belle bouche, beau visage, beau corps,
Je vois changée votre belle apparence !
Plus vous aimai que nulle créature.
Grande douleur m'est ce jour apparue !
Mieux eût valu, ami, que morte fusse.

## Manuscrits

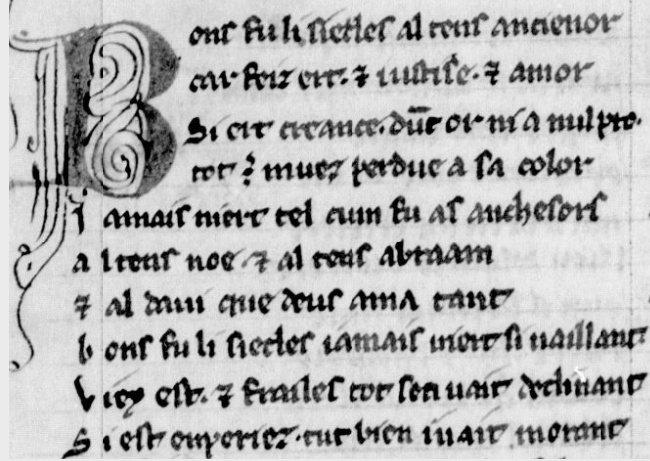
Les dix premiers vers du manuscrit 19525 de la BnF, qui commence par « Bons fu li siecles al tens ancienor ».

- Paris, Bibliothèque nationale de France, nouvelles acquisitions françaises, 4503, f. 11v-19v. Siglé A.
- Città del Vaticano, Biblioteca Apostolica Vaticana, Vaticani latini, 5334, f. 125-131. Fragment siglé V, conservant la fin du poème.

- Hildesheim, Dombibliothek, St. God. Nr 1, p. 57-68. Siglé L, plus connu sous le nom de Psautier de Saint-Alban. 625 vers.
Le plus ancien manuscrit, circa 1123 selon l'Université d'Aberdeen[2]. Notamment, il a les terminaisons -et pour un participe passé masculin singulier et -ede pour le féminin singulier. Voir l'extrait de l'édition de Gaston Paris ci-dessus.
- Manchester, John Rylands University Library, French, 6, f. 10. Fragment siglé P2 (parfois R), conservant le début du poème.
- Paris, Bibliothèque nationale de France, français, 19525, f. 26va-30vb. Siglé P. 578 vers.